# Ligne Ikawa
La ligne Ikawa (井川線, Ikawa-sen) est une ligne ferroviaire de la compagnie Ōigawa Railway située dans la préfecture de Shizuoka au Japon. Elle relie la gare de Senzu à Kawanehon à la gare d'Ikawa à Shizuoka. Elle est aussi appelée ligne Abt Alpes du sud (南アルプスあぷとライン, Southern Alps Abt Line). La ligne a la particularité d'avoir une section à crémaillère, la seule en service au Japon.

## Histoire
La ligne est construite par étapes entre 1935 et 1959. En 1990, le tracé de la ligne change sur 4,8 km et une section à crémaillère ouvre entre les gares d'Abt Ichishiro et Nagashima Dam.

## Caractéristiques

### Ligne
- écartement des voies : 1 067 mm
- nombre de voies : 1

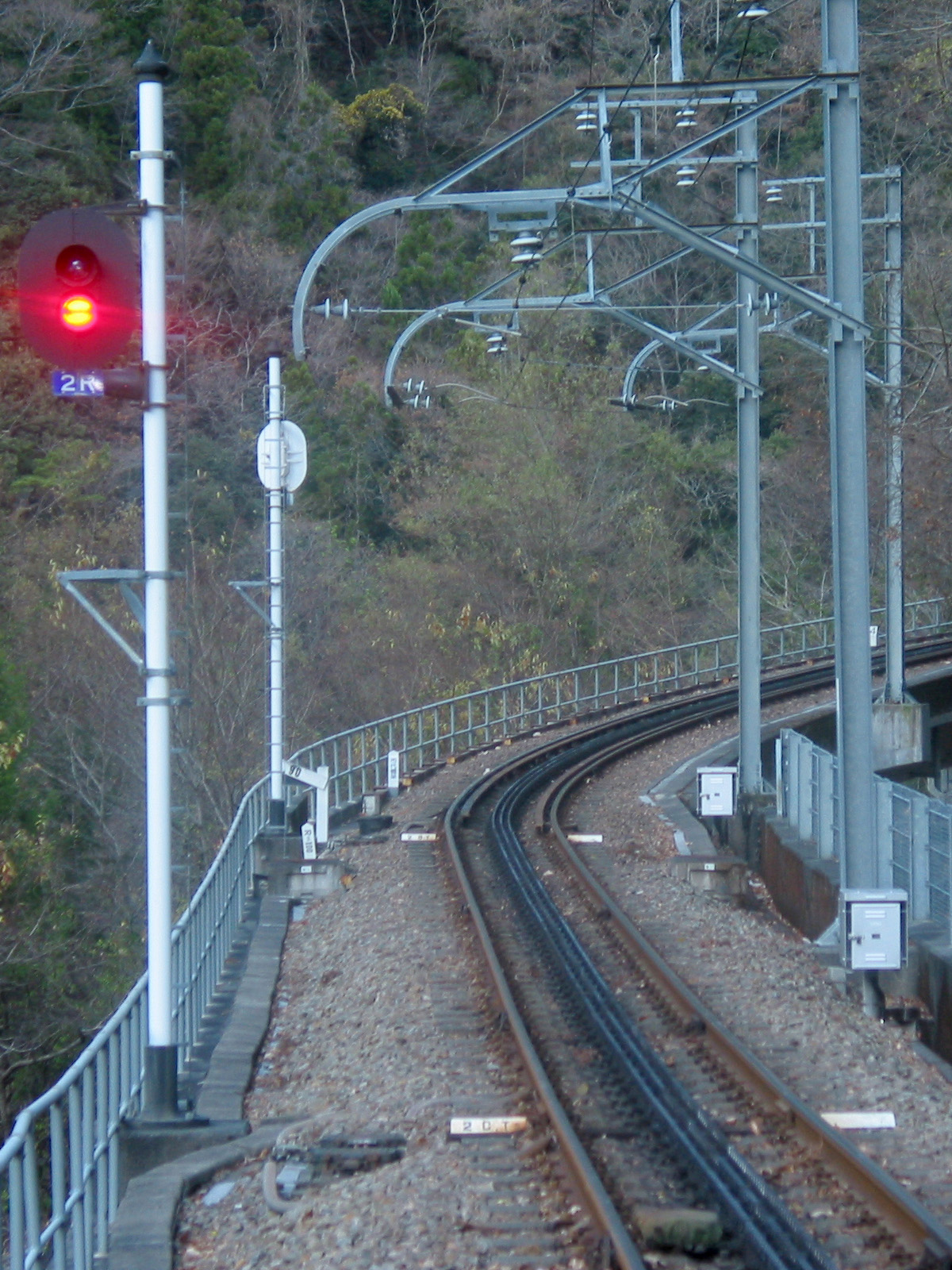
Vue de la crémaillère depuis la gare d'Abt Ichishiro.

- section à crémaillère (système Abt) entre Abt Ichishiro et Nagashima Dam (1,5 km) avec une pente maximale de 90 ‰
- électrification : 1 500 V cc par caténaire entre Abt Ichishiro et Nagashima Dam

### Services
La ligne est desservie par des trains omnibus.

### Liste des gares

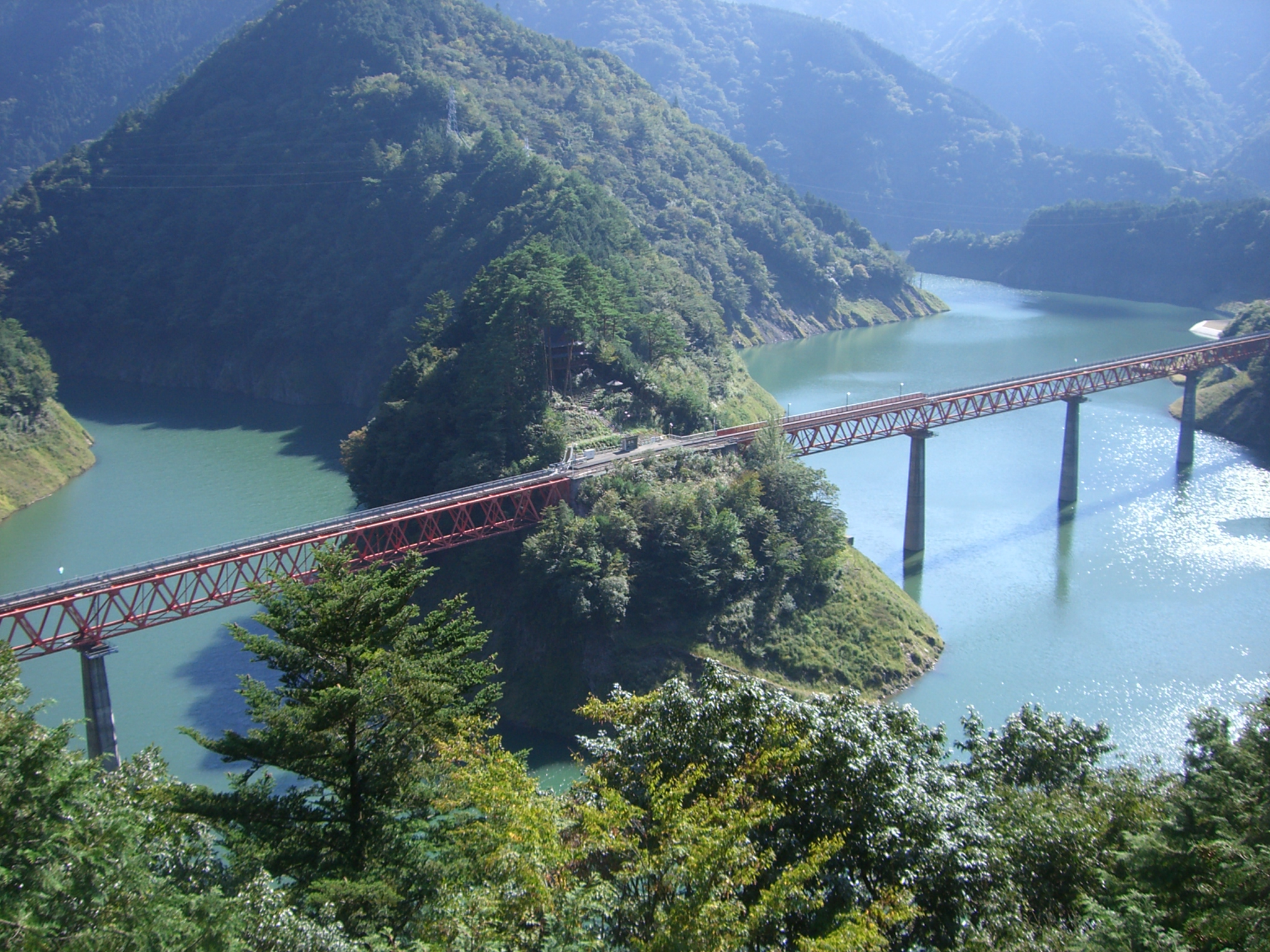
La gare d'Okuōikojō dans un méandre du fleuve Ōi.

| Gare           | Nom japonais   | Distance (km) | Correspondances         | Localisation     |
| -------------- | -------------- | ------------- | ----------------------- | ---------------- |
| Senzu          | 千頭           | 0             | Ōigawa Railway : Ōigawa | Kawanehon        |
| Kawane-Ryōgoku | 川根両国       | 1,1           |                         | Kawanehon        |
| Sawama         | 沢間           | 2,4           |                         | Kawanehon        |
| Domoto         | 土本           | 3,9           |                         | Kawanehon        |
| Kawane-Koyama  | 川根小山       | 5,8           |                         | Kawanehon        |
| Okuizumi       | 奥泉           | 7,5           |                         | Kawanehon        |
| Abt Ichishiro  | アプトいちしろ | 9,9           |                         | Kawanehon        |
| Nagashima Dam  | 長島ダム       | 11,4          |                         | Kawanehon        |
| Hiranda        | ひらんだ       | 12,6          |                         | Kawanehon        |
| Okuōikojō      | 奥大井湖上     | 13,9          |                         | Kawanehon        |
| Sessokyō-Onsen | 接岨峡温泉     | 15,5          |                         | Kawanehon        |
| Omori          | 尾盛           | 17,8          |                         | Kawanehon        |
| Kanzō          | 閑蔵           | 20,5          |                         | Aoi-ku, Shizuoka |
| Ikawa          | 井川           | 25,5          |                         | Aoi-ku, Shizuoka |